# آترئوس
 آترئوس (به یونانی: Ατρεύς)، در اسطوره‌های یونان، پادشاه موکنای است.
او پسر پلوپس و هیپودامیا بود. پس از آن‌که به پادشاهی رسید با آئروپه ازدواج کرد و از او صاحب دو فرزند به نام‌های آگاممنون و منلائوس شد. به آئورپه و برادرش توئستس بدگمان شد و برای انتقام خیانت، سه پسر برادر خود را کشت و گوشت آن‌ها در ضیافتی به توئستس خوراند. پسر چهارم توئستس، آیگیستوس، او را از پا درآورد.